# 金守志
金守志（韩语：／ Kim Suji，1998年2月16日—），韩国女子跳水运动员，2017年世界大运会女子双人3米跳板银牌得主和女子3米跳板铜牌得主、2018年亚洲运动会女子1米跳板铜牌得主、2019年世界游泳锦标赛女子1米跳板铜牌得主。